# 아릴-알코올 탈수소효소 (NADP+)
아릴-알코올 탈수소효소 (NADP+)(영어: aryl-alcohol dehydrogenase (NADP+)) (EC 1.1.1.91)는 다음과 같은 화학 반응을 촉매하는 효소이다.
방향족 알코올 + NADP+ ⇄ 방향족 알데하이드 + NADPH + H+
아릴-알코올 탈수소효소 (NADP+)의 2가지 기질은 방향족 알코올, NADP+이며, 3가지 생성물은 방향족 알데하이드, NADPH, H+이다. 아릴-알코올 탈수소효소 (NADP+)는 산화환원효소 부류에 속하며, 특히 공여체가 CH-OH기이며, 수용체가 NAD+ 또는 NADP+인 효소에 속한다.

## 명명법
아릴-알코올 탈수소효소 (NADP+)의 계통명은 아릴-알코올:NADP+ 산화환원효소(영어: aryl-alcohol:NADP+ oxidoreductase)이다.
다음은 일반적으로 사용되는 다른 이름들이다.
- 아릴 알코올 탈수소효소 (NADP)(영어: aryl alcohol dehydrogenase (NADP))
- 코니페릴 알코올 탈수소효소(영어: coniferyl alcohol dehydrogenase)
- NADPH-연관 벤즈알데하이드 환원효소(영어: NADPH-linked benzaldehyde reductase)
- 아릴-알코올 탈수소효소 (NADP+)(영어: aryl-alcohol dehydrogenase (NADP+))

## 같이 보기
- 산화환원효소
- 알코올 탈수소효소
- 알코올 탈수소효소 (NAD(P)+)

## 참고 문헌
- Gross GG, Zenk MH (1969). “[Reduction of aromatic acids to aldehydes and alcohols in the cell-free system. 2. Purification and properties of aryl-alcohol: NADP-oxidoreductase from Neurospora crassa]”. 《Eur. J. Biochem.》 (독일어) 8 (3): 420–5. doi:10.1111/j.1432-1033.1969.tb00544.x. PMID 4389864.